# Carles Climent de Borbó
Carles Climent Antoni de Pàdua de Borbó i de Borbó-Parma (San Lorenzo de El Escorial, 19 de setembre de 1771 - El Pardo, 7 de març de 1774) va ser un infant d'Espanya, primogènit de Carles IV i Maria Lluïsa de Parma, mort durant la infància.
Va néixer a San Lorenzo de El Escorial el 19 de setembre de 1771. Va ser el fill primogènit de Carles IV d'Espanya i de la seva esposa, Maria Lluïsa de Borbó-Parma, llavors encara prínceps d'Astúries. El part el va atendre el cirurgià de cambra Pedro Brunel. Va rebre el baptisme a la pila de Sant Domènec de Guzmán i en va ser padrí el papa Climent XIV. A més, el mateix va rebre la distinció de cavaller de l'orde del Toisó d'Or.
El seu naixement va ser un gran esdeveniment, amb motiu del qual es van fer medalles commemoratives, gravats, poesies, com l'Égloga genetlíaca al feliz nacimiento del infante Carlos Clemente de José Viera, i pintures, com la Presentació o Al·legoria del naixement de l'Infant Carles Climent (1772) de Gregorio Ferro.
Durant la seva breu vida va ser atès per les nodrisses Josefa López Villaseñor, Eugenia de la Puente i Eusebia Ximénez. Amb tot, l'infant va morir prematurament a El Pardo el 7 de març de 1774. El seu cos va ser traslladat al monestir d'El Escorial el 9 de març i reposa al Panteó d'Infants.